# Endoxoneura lineata
Endoxoneura lineata är en insektsart som först beskrevs av Henry Fairfield Osborn 1928.  Endoxoneura lineata ingår i släktet Endoxoneura och familjen dvärgstritar.
Artens utbredningsområde är Bolivia. Inga underarter finns listade i Catalogue of Life.